# Tëša
La Tëša (in russo Теша?) è un fiume della Russia europea (Oblast' di Nižnij Novgorod), affluente di destra dell'Oka.

## Descrizione
Nasce e scorre nei tratti meno elevati delle Alture del Volga lungo la pianura Oksko-Tëškaja. Attraversa i distretti Navašinskij, Kulebakskij, Ardatovskij, Arzamasskij, Šatkovskij e Lukojanovskij. La direzione generale della corrente è verso nord-ovest. La sorgente si trova circa 5 km a sud della città di Lukojanov. Nell'alto corso la larghezza del fiume è di circa 10 metri, vicino ad Arzamas di circa 20-30, nel corso inferiore il fiume si espande fino a 50 metri. 
La valle del fiume è densamente popolata, lungo il suo corso ci sono numerosi villaggi. Nella parte alta scorre in un'area con accentuati fenomeni carsici. Vi sono sorgenti minerali con acque solfato-calciche e idrogeno solforate. Nella parte bassa ci sono diversi laghi carsici con fanghi medicinali. Sfocia nella Oka a valle della città di Murom. Il fiume ha una lunghezza di 311 km, l'area del suo bacino è di 7 800 km². È gelato, mediamente, dal 25 ottobre al 5 aprile.
Il maggior affluente è  la Serëža (lungo 196 km) proveniente dalla destra idrografica.